# Джойстик

Конструкція джойстика:
1 Руків'я 2 Підстава 3 Кнопка «Вогонь» (гашетка) 4 Додаткові кнопки 5 Перемикач автоматичного вогню 6 Газ/тяга 7 Мініджойстик 8 Присоски (кріплення)

Напрямки можливих рухів джойстика

Джо́йстик (англ. joystick) — маніпулятор у вигляді закріпленої на шарнірі ручки з однією або багатьма кнопками, що використовується для управління курсором на екрані графічного дисплея, наприклад для керування у відеоіграх. На важелі можуть бути різного роду гашетки і перемикачі. Словом «джойстик» в побуті називають орган управління, наприклад, в мобільному телефоні. Подібні графічні маніпулятори з'явилися водночас з електронними дисплеями в радіолокаторах, їх прототипом була ручка керування літаком.

## Типи джойстиків
За кількістю ступенів свободи і, відповідно, площин, у яких можлива зміна стану контрольованого об'єкта, джойстики поділяються на:
- одномірні (управління переміщенням об'єкта або вгору-вниз, або вліво-вправо)
- двомірні (управління об'єктом в двох площинах)
- тривимірні (управління об'єктом у всіх трьох площинах)
- також джойстиками помилково називають геймпади.

## Принцип роботи джойстика
За принципом аналізу положення ручки, джойстики можна розділити на наступні види:
- дискретні — сенсори таких джойстиків можуть приймати два значення: «0» або «1», включений/виключений. Переміщення ручки в крайні положення видає один інформаційний код відповідного напрямку. Утримання ручки в крайньому положенні повторює код нескінченно. Джойстики такого типу практично не застосовуються в ПК, але широко зустрічаються у простих ігрових приставках, ігрових автоматах і мобільних телефонах.
- аналогові сенсори таких джойстиків видають інформаційні коди зі значенням від нуля до максимуму в залежності від кута відхилення ручки: чим більше руків'я відхилене, тим більше цифрове значення коду. Діапазон цифрового значення коду обмежений ходом ручки джойстика і роздільною здатністю застосованих сенсорів. Після калібрування, подібні джойстики можна застосовувати для визначення абсолютної позиції курсору.

Існує декілька технологій аналогових джойстиків.
1. Потенціометр і аналогово-цифровий перетворювач. Переваги: немає особливих вимог до механіки. Недоліки: вимогливий до якості живлення і АЦП, сам датчик недовговічний. Цікаво, що в інтерфейсі типу ігровий порт використовувався аналогово-цифровий перетворювач персонального комп'ютера, а не джойстика.
2. Енкодер — оптичний датчик часто застосовуваний в маніпуляторах типу «миша» (зубчасте колесо, при обертанні, перериває промінь від світлодіода до фотодіоду). Переваги: точність, надійність. Недоліки: мала кількість кроків дискретності (приблизно 500 кроків на оборот керма, або 150 на рух джойстика від краю до краю, або 100 на хід педалі), для підвищення дискретності необхідне застосування високоточного енкодера або редуктора (мультиплікатора).
3. Тензометричні датчики. Застосовуються у ноутбуках, у деяких літаках. В ігрових пристроях майже не поширені: тензодатчики практичні тільки коли джойстик надійно прикріплений до столу. Відоме застосування тензодатчиків в комплекті HOTAS X-65 CCS від компанії Saitek.
4. Оптична матриця. Такі джойстики діють аналогічно оптичної миші і поєднують високу точність з високою надійністю. Недоліки аналогічні оптичному энкодеру.
5. Магнітні датчики — магниторезистивні та на ефекті Холу. Дуже надійні і довговічні, розповсюдження отримали після початку масового застосування схем компенсації огріхів збірки і виробництва.

Історично, першим типом підключення джойстика до ПК був ігровий порт, на даний момент відбувся повний перехід до стандартного інтерфейсу USB.
Довгий час джойстики не мали стандартизованого роз'єму підключення, кілька поколінь ігрових приставок підключали джойстик через спеціалізований роз'єм, специфічний для кожної фірми-виробника, що призводило до несумісності між приставками так і з ПК. В даний час, більшість джойстиків мають стандартний інтерфейс USB і сумісний з ігровими приставками і з персонального комп'ютера.